# Itō Junya
Itō Jun'ya (伊東 純也 (Ý-Đông Thuần-Dã) sinh ngày 9 tháng 3 năm 1993) là một cầu thủ bóng đá chuyên nghiệp người Nhật Bản hiện đang thi đấu ở vị trí tiền vệ cánh hoặc tiền đạo cho câu lạc bộ Ligue 1 Reims và đội tuyển bóng đá quốc gia Nhật Bản.

## Sự nghiệp
Sau khi học tập tại Đại học Kanagawa trong 4 năm, Ito được tuyển chọn bởi Ventforet Kofu, và lần đầu ký hợp đồng với một đội bóng J1 League.
Mùa giải đầu tiên của anh ấy với tư cách là một cầu thủ chuyên nghiệp đã thu hút sự chú ý từ Kashiwa Reysol. Đội bóng từ tỉnh Chiba ký hợp đồng với anh vào tháng 1 năm 2016.

## Thống kê câu lạc bộ
Cập nhật đến ngày 20 tháng 5 năm 2021.
| Thành tích câu lạc bộ | Thành tích câu lạc bộ | Thành tích câu lạc bộ    | Giải vô địch | Giải vô địch | Cúp     | Cúp       | Cúp Liên đoàn | Cúp Liên đoàn | Châu lục | Châu lục  | Tổng cộng | Tổng cộng |
| Mùa giải              | Câu lạc bộ            | Giải vô địch             | Số trận      | Bàn thắng    | Số trận | Bàn thắng | Số trận       | Bàn thắng     | Số trận  | Bàn thắng | Số trận   | Bàn thắng |
| --------------------- | --------------------- | ------------------------ | ------------ | ------------ | ------- | --------- | ------------- | ------------- | -------- | --------- | --------- | --------- |
| 2015                  | Ventforet Kofu        | J1 League                | 30           | 4            | 2       | 0         | 6             | 0             | —        | —         | 38        | 4         |
| 2016                  | Kashiwa Reysol        | J1 League                | 33           | 7            | 2       | 0         | 6             | 0             | —        | —         | 41        | 7         |
| 2017                  | Kashiwa Reysol        | J1 League                | 34           | 6            | 4       | 0         | 4             | 0             | —        | —         | 42        | 6         |
| 2018–19               | Genk (mượn)           | Belgian First Division A | 13           | 3            | 0       | 0         | 0             | 0             | 1        | 0         | 14        | 3         |
| 2019-20               | Genk (mượn)           | Belgian First Division A | 29           | 5            | 1       | 0         | 2             | 1             | 6        | 0         | 38        | 6         |
| 2020-21               | Genk (mượn)           | Belgian First Division A | 37           | 11           | 4       | 1         | –             | –             | –        | –         | 41        | 12        |
| Tổng                  | Tổng                  | Tổng                     | 210          | 42           | 14      | 2         | 16            | 0             | 13       | 2         | 254       | 46        |

### Bàn thắng quốc tế
Tỉ số và kết quả liệt kê bàn thắng của Nhật Bản trước.
| #   | Ngày                 | Địa điểm                                          | Đối thủ     | Bàn thắng | Kết quả | Giải đấu                      |
| --- | -------------------- | ------------------------------------------------- | ----------- | --------- | ------- | ----------------------------- |
| 1.  | 11 tháng 9 năm 2018  | Sân vận động Panasonic Suita, Suita, Nhật Bản     | Costa Rica  | 3–0       | 3–0     | Giao hữu                      |
| 2.  | 11 tháng 10 năm 2018 | Sân vận động Denka Big Swan, Niigata, Nhật Bản    | Panama      | 2–0       | 3–0     | Giao hữu                      |
| 3.  | 30 tháng 3 năm 2021  | Fukuda Denshi Arena, Chiba, Nhật Bản              | Mông Cổ     | 8–0       | 14–0    | Vòng loại FIFA World Cup 2022 |
| 4.  | 30 tháng 3 năm 2021  | Fukuda Denshi Arena, Chiba, Nhật Bản              | Mông Cổ     | 10–0      | 14–0    | Vòng loại FIFA World Cup 2022 |
| 5.  | 11 tháng 6 năm 2021  | Sân vận động Noevir Kobe, Kobe, Nhật Bản          | Serbia      | 1–0       | 1–0     | Giao hữu                      |
| 6.  | 11 tháng 11 năm 2021 | Sân vận động Quốc gia Mỹ Đình, Hà Nội, Việt Nam   | Việt Nam    | 1–0       | 1–0     | Vòng loại FIFA World Cup 2022 |
| 7.  | 16 tháng 11 năm 2021 | Khu liên hợp thể thao Sultan Qaboos, Muscat, Oman | Oman        | 1–0       | 1–0     | Vòng loại FIFA World Cup 2022 |
| 8.  | 27 tháng 1 năm 2022  | Sân vận động Saitama 2002, Saitama, Nhật Bản      | Trung Quốc  | 2–0       | 2–0     | Vòng loại FIFA World Cup 2022 |
| 9.  | 1 tháng 2 năm 2022   | Sân vận động Saitama 2002, Saitama, Nhật Bản      | Ả Rập Xê Út | 2–0       | 2–0     | Vòng loại FIFA World Cup 2022 |
| 10. | 20 tháng 6 năm 2023  | Sân vận động Toyota, Toyota, Nhật Bản             | Perú        | 3–0       | 3–0     | Kirin Cup 2023                |
| 11. | 9 tháng 9 năm 2023   | Volkswagen Arena, Wolfsburg, Đức                  | Đức         | 1–0       | 4–1     | Giao hữu                      |
| 12. | 12 tháng 9 năm 2023  | Cegeka Arena, Genk, Bỉ                            | Thổ Nhĩ Kỳ  | 4–2       | 4–2     | Kirin Cup 2023                |
| 13. | 17 tháng 10 năm 2023 | Sân vận động Noevir Kobe, Kobe, Nhật Bản          | Tunisia     | 2–0       | 2–0     | Kirin Cup 2023                |